# 22928 Templehe
22928 Templehe è un asteroide della fascia principale. Scoperto nel 1999, presenta un'orbita caratterizzata da un semiasse maggiore pari a 2,3926189 UA e da un'eccentricità di 0,1372038, inclinata di 1,61320° rispetto all'eclittica.